# Satz von Hirzebruch-Riemann-Roch
Der Satz von Hirzebruch-Riemann-Roch ist ein Lehrsatz der algebraischen Geometrie. Er kann als Verallgemeinerung des Satzes von Riemann-Roch verstanden werden und ist nach den Mathematikern Friedrich Hirzebruch, Bernhard Riemann und Gustav Roch benannt. Hirzebruch bewies diesen Satz für projektive komplexe Mannigfaltigkeiten. In der im Folgenden formulierten Version gilt er allgemein für komplexe Mannigfaltigkeiten. Der Satz von Hirzebruch-Riemann-Roch selbst kann als Spezialfall der Sätze von Grothendieck-Riemann-Roch und von Atiyah-Singer verstanden werden.

## Satz
Sei {\displaystyle E\to M} ein holomorphes Vektorbündel über einer kompakten komplexen Mannigfaltigkeit. Dann gilt
{\displaystyle \chi (M,E):=\sum _{i}(-1)^{i}\dim H^{i}(M,E)=\int _{M}Td(M)ch(E),}
wobei {\displaystyle Td(M)} die Todd-Klasse des Tangentialbündels, {\displaystyle ch(E)} die totale Chern-Klasse von {\displaystyle E} und {\displaystyle H^{i}(M,E)} die Garbenkohomologie der Garbe der Schnitte in {\displaystyle E} ist.

## Riemannsche Flächen
Für einen Divisor {\displaystyle D} auf einer Riemannsche Fläche {\displaystyle S} betrachtet man das dem Divisor entsprechende Geradenbündel und erhält
{\displaystyle \dim H^{0}({\mathcal {O}}(D))-\dim H^{1}({\mathcal {O}}(D))=c_{1}({\mathcal {O}}(D))+{\frac {1}{2}}c_{1}(TS),}
was zum klassischen Satz von Riemann-Roch
{\displaystyle l(D)-l(K-D)=\deg(D)+1-g}
äquivalent ist.

## Funktorieller Zugang
Der Satz von Grothendieck-Riemann-Roch gibt eine Verallgemeinerung des Satzes für Morphismen {\displaystyle f\colon M\to N} und hat durch diesen funktoriellen Zugang einen einfacheren Beweis. Der Satz von Hirzebruch-Riemann-Roch ist der Spezialfall für {\displaystyle N=\left\{{\text{Punkt}}\right\}}.